# Xylotrechus colonus
Xylotrechus colonus är en skalbaggsart som först beskrevs av Fabricius 1775.  Xylotrechus colonus ingår i släktet Xylotrechus och familjen långhorningar. Inga underarter finns listade i Catalogue of Life.